# چیس بیوکانان
 چیس بیوکانان (انگلیسی: Chase Buchanan؛ زاده ۴ ژوئن ۱۹۹۱) یک تنیس‌باز اهل ایالات متحده آمریکا است.